# DAIGOLD
『DAIGOLD』（ダイゴールド）は、日本のシンガーソングライター・DAIGOが2014年3月5日にZAIN RECORDSから発売した1枚目（通算3枚目）のオリジナルアルバムである。

## 内容
前作『DAIGO☆STARDUST BEST』から約5年ぶり、オリジナルアルバムとしては前作『HELLO CRAZY GENTLEMAN』から約8年4か月ぶりの作品。DAIGO名義としては初のアルバム作品である。
タイトルは自身の名義であるDAIGOと、金を意味するGOLDを掛けた造語。当初はリード曲である「STAY GOLD」をアルバムのタイトルにするつもりだったが、世間的に流出していてインパクトに欠け、かつ、自身のモバイルサイトの会員を『DAIGOLD MEMBER』と呼称していたため命名された。同時に意味として「誰もが輝いた日々を過ごせるように」という思いから、様々な困難を乗り越える革命家をイメージしたという。
アートワークではナポレオンジャケットと二角帽子を身に纏ったDAIGOが金色のペガサスを従え乗馬している。このアートワークになった理由としてDAIGO自身が午年であるため、馬に乗りたいと思い立ち、ナポレオン・ボナパルトの肖像画でジャック＝ルイ・ダヴィッド作画『サン＝ベルナール峠を越えるボナパルト』をイメージして撮影したと語っている。
今作についてDAIGOは「既発シングル楽曲だけでも趣が異なるため、その時点でアルバムでの音楽性の統一は難しいと判断した。バリエーションの広い楽曲を制作したのは自分なので、パーソナルな面をさらけ出して色々なジャンルの楽曲を収録し集大成的な1枚にしたいという思いで制作した。」と語っている。また、DAIGO☆STARDUST以来のアルバム作品にしてDAIGOとしては初めてのアルバム作品なので、全曲の作詞作曲を手掛け、アレンジャーともしっかり話をして、今作のタイトルにふさわしいアルバムにしたかったという。なお、今作の発売を経て今後の作品ではコラボやカバー、自身で楽曲を手掛けず歌唱のみに専念する、など色々な方法論を示唆しており、それらを経て「やっぱりこういう楽曲が歌いたい。」「こういう曲も歌えるんだ。じゃあ自分でも作ってみよう。」と新しい発見ができると思うと今後の展望も語っていた。
ジャケットの異なる初回限定盤Aと初回限定盤B、通常盤、Musing限定販売の完全生産限定GOLD盤の4形態で発売された。特典として初回限定盤Aには『DAIGO MUSIC CLIP COLLECTION』と題し既発シングルのミュージッククリップと『いま逢える35歳"DAIGO"Special Movie』と題したDVDが、初回限定盤Bには『アルバム「DAIGOLD」が出来るまで』と題した制作裏のドキュメント映像を収録したDVDが、通常盤には初回生産分のみランダムで全3種類からなるDAIGOカードが1枚と全国5都市で開催されたイベント参加券、3種連動特典応募シリアルナンバーが同梱された。完全生産限定GOLD盤は2面トールサイズによる三方背ボックスデジパックと特殊加工された金色のCD仕様で、特典として前年12月28日に大阪府立国際会議場グランキューブ大阪で開催された『DAIGO LIVE TOUR 2013 "BUTTERFLY"』のライブ映像を収録したDVDとシリアルナンバー、直筆サイン入りカード、DAIGOLDピンバッジ、3枚組ポストカードセットが同梱された。

## 収録曲
| 全作曲: DAIGO。 |                          |       |            |                 |                      |
| #               | タイトル                 | 作詞  | 作曲・編曲 | 編曲            | ストリングスアレンジ |
| 1.              | 「THEME OF DAIGOLD」     |       | DAIGO      | Daisuke Ikeda   |                      |
| 2.              | 「STAY GOLD」            | DAIGO | DAIGO      | Masahiko Iida   |                      |
| 3.              | 「BUTTERFLY」            | DAIGO | DAIGO      | Masahiko Iida   |                      |
| 4.              | 「無限∞REBIRTH」         | DAIGO | DAIGO      | Masanori Takumi |                      |
| 5.              | 「Realize」              | DAIGO | DAIGO      | Masahiko Iida   |                      |
| 6.              | 「いま逢いたくて…」      | DAIGO | DAIGO      | Masanori Takumi |                      |
| 7.              | 「ジェラルミン」         | DAIGO | DAIGO      | SHINPEI         |                      |
| 8.              | 「POP☆CORN」             | DAIGO | DAIGO      | Masahiko Iida   |                      |
| 9.              | 「I Wish」               | DAIGO | DAIGO      | DAIGO           |                      |
| 10.             | 「REVOLUTION EVOLUTION」 | DAIGO | DAIGO      | Masanori Takumi |                      |
| 11.             | 「いつも抱きしめて」     | DAIGO | DAIGO      | Masahiko Iida   | Daisuke Ikeda        |
| 12.             | 「さわって」             | DAIGO | DAIGO      | DAIGO           |                      |
| 13.             | 「YELL」                 | DAIGO | DAIGO      | Masahiko Iida   |                      |

### 解説
1. THEME OF DAIGOLD
今作のオーバーチュアに当たるインストゥルメンタル。DAIGO曰く「ファンファーレ」で、アートワークになっているナポレオンジャケットを着用した際に閃いたメロディをボイスレコーダーに録音して、アレンジを担当した池田大介に渡したという[9]。なお、レコーディングにはDAIGOの出身校である玉川大学から吹奏楽団を招いて制作された。
2. STAY GOLD
今作のリード曲で、元々はこの楽曲が今作の表題曲になる予定だった。2ndシングルの選曲会のときには既に制作されていた楽曲[1]。
楽曲はDAIGOが寝てる時に見た夢から着想されて制作された。新宿を歩いてるなかで、DAIGOじゃない別の人がテレビアニメのテーマソングとしてこの楽曲のサビを歌唱しており、起きてすぐにそのサビをボイスレコーダーに録音。他のAメロやBメロは飯田匡彦と相談して完成させたという[1]。
歌詞は『スキージャンプ・ワールドカップ2014札幌大会』のテーマソングということもあり、輝くために必死で前に進もうとする姿って、夢に向かって努力したり頑張る人のキラキラした姿を描いている[1]。DAIGOはこの楽曲について「輝くために必死で前に進もうとする姿って、時にはもがいているように見えるかもしれないけど、ガムシャラな姿を見せるのはダサいことでもカッコ悪いことでもなくて。むしろすごくキラキラしていることだよ。」という想いを込めて制作したと語っている[9]。
前年に東名阪で敢行されたコンサートツアー『DAIGO LIVE TOUR 2013 "BUTTERFLY"』にて初披露され、DAIGOがエレクトリック・ギターを弾きながら歌うスタイルで披露された[10]。
3. BUTTERFLY
両A面からなる、2ndシングルの表題1曲目。
4. 無限∞REBIRTH
両A面からなる、1stシングルの表題2曲目。
5. Realize
ギターに飯田に加えBREAKERZのメンバーであるAKIHIDEが参加している[1]。これはこの楽曲の収録が決まった際にDAIGOが白羽の矢を立てたことに起因している[11]。
「STAY GOLD」同様、前年に東名阪で敢行されたコンサートツアー『DAIGO LIVE TOUR 2013 "BUTTERFLY"』にて初披露された[10]。
6. いま逢いたくて…
両A面からなる、2ndシングルの表題2曲目。
7. ジェラルミン
ギターとアレンジ、プログラミングにBREAKERZのメンバーであるSHINPEIが参加しているが、「Realize」と異なりこちらは偶発的な自然なに流れでこの形になったという[11]。
タイトルはジェラシーを感じる民族として設定された「ジェラル民族」を意味しており、すごい好きだからこそ心配になるし嫉妬しちゃうというDAIGOの偏った恋愛観を投影して書かれた[11]。コーラスにはモバイルサイトの会員限定で行われた抽選にて、当選者した一般人たちが参加している[1]。
8. POP☆CORN
DAIGOが姉と会話していたときに可愛い曲を作ってみないかと促され、自身の好物であるポップコーンを題材にした楽曲[1]。当初は共に好物であり当時流行していたポップコーンかパンケーキのどちらを題材にするか迷ったらしいが[注 3]、メロディをそのままに歌詞を変えて発表しシリーズ化するのもいいかと思い今回は見送ったという[注 4]。サウンド面ではゲームミュージックの要素を取り入れており、ファミリーコンピュータの音を意識して制作された。また、途中でテンポが速くなるが、その点は『マリオブラザーズ』をイメージしているという[9]。
歌詞が遊び心ある作風のため制作自体は短期間で完成したが、ボーカルレコーディングは苦難を強いられたらしく、DAIGO曰く「この楽曲のテンポ感でリズムをキープしながらポップコーンの『ポ』を連呼するのが大変だった。」という[9]。
9. I Wish
DAIGOがアレンジも手掛け、「ジェラルミン」同様ギターとプログラミングにBREAKERZのメンバーであるSHINPEIが参加している[11]。
この楽曲は2008年にDAIGOがバラエティ番組『天才!志村どうぶつ園』に出演した際に親代わりを務め育てたペンギン「ペンペン」に向けて制作された[12]。
10. REVOLUTION EVOLUTION
デジタルロック調の楽曲[13]。
11. いつも抱きしめて
両A面からなる、1stシングルの表題1曲目。
12. さわって
この楽曲も「I Wish」同様DAIGOがアレンジを手掛けているが、SHINPEIはプログラミングのみで参加している。
DAIGOによると「SNSが主流の今の時代、何気ない言葉で傷ついたり傷つけられたりすると思う。それを経ると他者と関わるのが恐くなって孤独感に苛まれ、なかなか現実で他者とコミュニケーションを取るのが難しくなる。そうしたデリケートな人間関係で気疲れすることもあるが他人を変えることはできないので前に進むために殻を破ってオープンな気持ちで他者と接するしかないわけで、そういう意味でもっと触れ合って自分の丸裸な心にも触ってほしいな。」という思いを込めて書かれたという[1][9]。
13. YELL
この楽曲は前年にアマチュア期から化粧を担当してくれていたメイクアップアーティストが亡くなった訃報を受けて制作された[1]。DAIGOはアマチュア期からその方に何度も励まされて音楽活動を続けてこれたと懐古しており、今度は自身が誰かにエールを送れる存在になりたいという意思も込めて書かれた。なお、前曲の「さわって」とこの楽曲は今作で最も難産だったと語っている[9]。

## 収録映像曲
| #  | タイトル                      | 作詞 | 作曲・編曲 |
| -- | ----------------------------- | ---- | ---------- |
| 1. | 「BUTTERFLY」                 |      |            |
| 2. | 「Realize」                   |      |            |
| 3. | 「いま逢いたくて…」           |      |            |
| 4. | 「BUTTERFLY (DANCE Version)」 |      |            |
| 5. | 「STAY GOLD」                 |      |            |
| 6. | 「無限∞REBIRTH」              |      |            |
| 7. | 「いつも抱きしめて」          |      |            |

## 参加ミュージシャン

### CD
- DAIGO：Vocal

Support Musician
- 渋谷憲：Drums (#2,5,9,12)
- 吉田太郎：Drums (#7,13)
- 渡辺豊：Drums (#4)
- 島本道太郎：Bass (#2,5,7,9,12,13)
- 川渕文雄：Bass (#4)
- 高間有一：Bass (#11)
- 飯田匡彦：Guitar (#2,5,8,11,13)、Programming (#2,3,5,8,11,13)、Chorus (#13)
- 宅見将典：Guitar & Programming (#4,6,10)
- SHINPEI：Guitar (#7,9)、Programming (#7,9,12)
- 増崎孝司：Guitar (#9,12)
- AKIHIDE：Guitar (#5)
- 廣瀬まい：Piano (#11,13)
- 杉山麻衣子 with Lime Ladies Orchestra：Strings (#11)
- クラッシャー木村：Violin (#13)
- 玉川大学吹奏楽団：Brass Band (#1)
- 佐久間勲：Trumpet (#2)
- 鹿討奏：Trombone (#2)
- つづらのあつし：Tenor Sax (#2)
- DAIGO MOBILE Special Chorus Team：Chorus (#7)
- Nao：Chorus (#10)

### DVD
- DAIGO：Vocal

Support  Member
- 牟田昌広：Drums
- 松浦貴文：Bass
- KOJI：Guitar
- Shiho：Dance
- YOUCAN：Dance
- Naoki：Dance
- Tatsuya：Dance
- Taka：Dance
- HiKaRu：Dance
- 臼井比呂子：Dance
- Emi：Dance

## タイアップ
- 日本テレビ系列スポーツ中継番組『スキージャンプ・ワールドカップ2014札幌大会』テーマソング (#2)
- テレビ朝日制作・テレビ朝日系列音楽番組『BREAK OUT』2013年12月度オープニングトラック (#3)
- テレビ東京制作・テレビ東京系列日曜朝枠アニメ『カードファイト!! ヴァンガード リンクジョーカー編』第2期オープニングテーマ (#4)
- ブシロード『カードファイト!! ヴァンガード DAIGOスペシャルセット』CMソング (#4)
- 読売テレビ制作・日本テレビ系列土6枠アニメ『名探偵コナン』第19シーズン1期エンディングテーマ (#6)